# Der Kampf um die Goldmine
Der Kampf um die Goldmine (Originaltitel: Caught Bluffing) ist ein US-amerikanisches Stummfilmdrama aus dem Jahr 1922 von Lambert Hillyer mit Frank Mayo und Edna Murphy in den Hauptrollen. Das Drehbuch basiert auf der Kurzgeschichte Broken Chains von Jack Bechdolt.

## Handlung
John Oxford, der Besitzer eines Spielsaloons, dessen Ehrlichkeit weithin bekannt ist, muss betrügen, um das Leben von Doris Henry zu retten, die nach Alaska gekommen ist, um Wallace Towers zu heiraten. Obwohl sie John fälschlicherweise für Wallaces enorme Spielverluste und die Veruntreuung von Firmengeldern verantwortlich gemacht hat, erkennt sie nun, welcher Mann wirklich ehrlich ist.

## Hintergrund
Am 1. Juli 1922 wurde berichtet, der Originaltitel des Films habe Broken Chains gelautet. Universal habe ihn jedoch auf Wunsch der Goldwyn Picture Corporation geändert. Fünf Monate später veröffentlichte Goldwyn seinen Film Broken Chains. Anfang Juli 1922 begannen die Hauptdreharbeiten in den Universal-Studios in Universal City.
Da keine Kopien der fünf Filmrollen existieren, gilt der Film als verschollen.

## Veröffentlichung
Die Premiere des Films fand am 18. September 1922 statt. 1923 kam er im Deutschen Reich in die Kinos.